# Historia de la Iglesia católica en Cataluña

Majestad Batlló (anónimo,), imagen en madera policromada del conservada en el Museo Nacional de Arte de Cataluña.

Desde su nacimiento, la Iglesia ha estado presente en Cataluña durante sus 20 siglos de historia. Esto ha hecho que su influencia se extienda en todos los ámbitos de la sociedad, más allá de los puramente religiosos, como puede ser la toponimia (San Cugat del Vallés, San Fructuoso de Bages, etc), las costumbres, fiestas y celebraciones (la Patum de Berga, el Corpus de Sitges, el Ou com balla, etc) los dichos populares (ser la piel de Barrabás, hacer la travesía del desierto, hacer Pascua antes de Ramos) etc
Más allá de visitas apostólicas legendarias, el 259 está documentada la existencia de una iglesia organizada; y hacia el siglo IV ya existen la mayoría de los obispados tal como hoy los conocemos. Con la invasión musulmana del 711 se produjo una islamización de la sociedad, pero esta tendría una duración muy breve para la conquista carolingia, época donde los obispados catalanes reconquistados pasaron a depender del obispado de Narbona. Hacia el año 1000 apareció uno de los primeros personajes capitales de la historia de la Iglesia Catalana: el Abad Oliba, restaurador de varios monasterios, fundador del de Montserrat y promulgador del movimiento Pau i treva de Dios, respuesta de la Iglesia y de los agricultores a las violencias perpetradas por los nobles feudales; y que se puede considerar el origen de las Cortes Catalanas.
Hacia el 1100, el Papa concedió la bula de cruzada para combatir los musulmanes que había en Cataluña, instalándose también en el Principado las órdenes militares del Hospital y del Temple. Con la convocatoria de la 2.ª Cruzada, el Papa volvió a conceder la bula de cruzada en la lucha contra los almorávides, reconquistando a Tortosa y Lérida. El 1200, los nobles occitanos albigenses se declararon vasallos de Pedro I; y este tuvo que hacer frente a la cruzada declarada por el Papa para luchar contra los herejes albigenses, y la derrota catalana en la batalla de Muret comportó que se desvaneciera el sueño catalán de la expansión por la Occitania. El convulso periodo de los Papas de Aviñón fue tanto favorable como desfavorable para la corona de Aragón, debido a la injerencia papal en los asuntos políticos, que se mostró habitualmente favorable a los intereses franceses. Al estallar el Cisma de Aviñón, la Corona de Aragón, después de un inicio dubitativo, finalmente declararía su fidelidad al Papa de Aviñón. El 1455, el valenciano Alfonso de Borja sería elegido Papa bajo el nombre de Calixto III, el cual nombraría para altos cargos eclesiásticos a varios familiares, haciendo que en Roma se creara una gran animadversión hacia los catalanes.
Con el ascenso de los Reyes Católicos y la unificación bajo una pareja conyugal los reinos hispánicos, debido al origen castellano de Fernando, se produjo una hegemonía castellana a los cargos eclesiásticos catalanes, tanto los obispados como los monasterios ya la Inquisición. Esta situación se agravaría bajo el reinado de Carlos I. Cincuenta años después, el válido de Felipe IV, el Conde-Duque de Olivares vería en la Iglesia uno de los instrumentos más influyentes para conseguir una castellanización lingüística, a pesar de la resistencia local .
Con el ascenso al trono del Borbón Felipe V y la derrota en la Guerra de Sucesión y el Decreto de Nueva Planta, la castellanización ya sería absoluta. Las universidades fueron clausuradas, inaugurándose la de Cervera, donde a pesar de su mediocridad generalizada, surgiría alguna figura como la de Jaume Balmes. Con la Revolución francesa serían muchos los clérigos franceses que refugiarse en Cataluña, y ante la invasión napoleónica serían muchos los eclesiásticos que participarían en la revuelta armada y en las juntas de gobierno antifrancés.
En la primera mitad del siglo XIX se produjo la supresión de las órdenes religiosas (1834) y la desamortización de los bienes eclesiásticos; produciéndose una gran destrucción de los bienes inmuebles seculares y el objetivo inicial no se cumplió, pues las propiedades fueron a parar a la burguesía rica y no a la agricultura. Durante todo el siglo hubo un enfrentamiento constante entre católicos y liberales y una confusión entre el absolutismo y la religión. La segunda mitad del siglo XIX ya sería más positiva, ya que bajo el influjo del Romanticismo florín la Renaixença, movimiento en el que la Iglesia tendría un papel destacado, ya que era la única institución que había conservado el uso del catalán.
El siglo XX empezó con una pérdida de la influencia de la Iglesia, pues las clases trabajadoras se sentían más identificadas con las ideas marxistas o anarquistas; separación que estallaría primero en la Semana Trágica de 1909 y, posteriormente, en la Guerra Civil Española, donde se persiguió la Iglesia como institución, matando a muchos de sus miembros y destruyéndose muy patrimonio histórico. La victoria del Bando Nacional comportó que el catolicismo volviera a ser la religión oficial del Estado y que la Iglesia se hiciera omnipresente, aunque infeudado al régimen. Sin embargo, fue en el ámbito eclesiástico donde el catalán volvió a aparecer en la vida pública; y el movimiento de oposición al franquismo encontró cobijo en la Iglesia catalana. La llegada de la democracia trajo de nuevo la separación Iglesia-Estado; y una Iglesia catalana cada vez más alejada (y a veces enfrentada) a los postulados emitidos desde la Conferencia Episcopal Española y en medio de una sociedad cada vez más alejada de la Iglesia. La crisis económica de finales de la década de 2000 e inicios de la de 2010 hace que los programas eclesiales de ayuda a la pobreza cojan un gran protagonismo social.